# Misiunea militară franceză în Japonia (1867–1868)

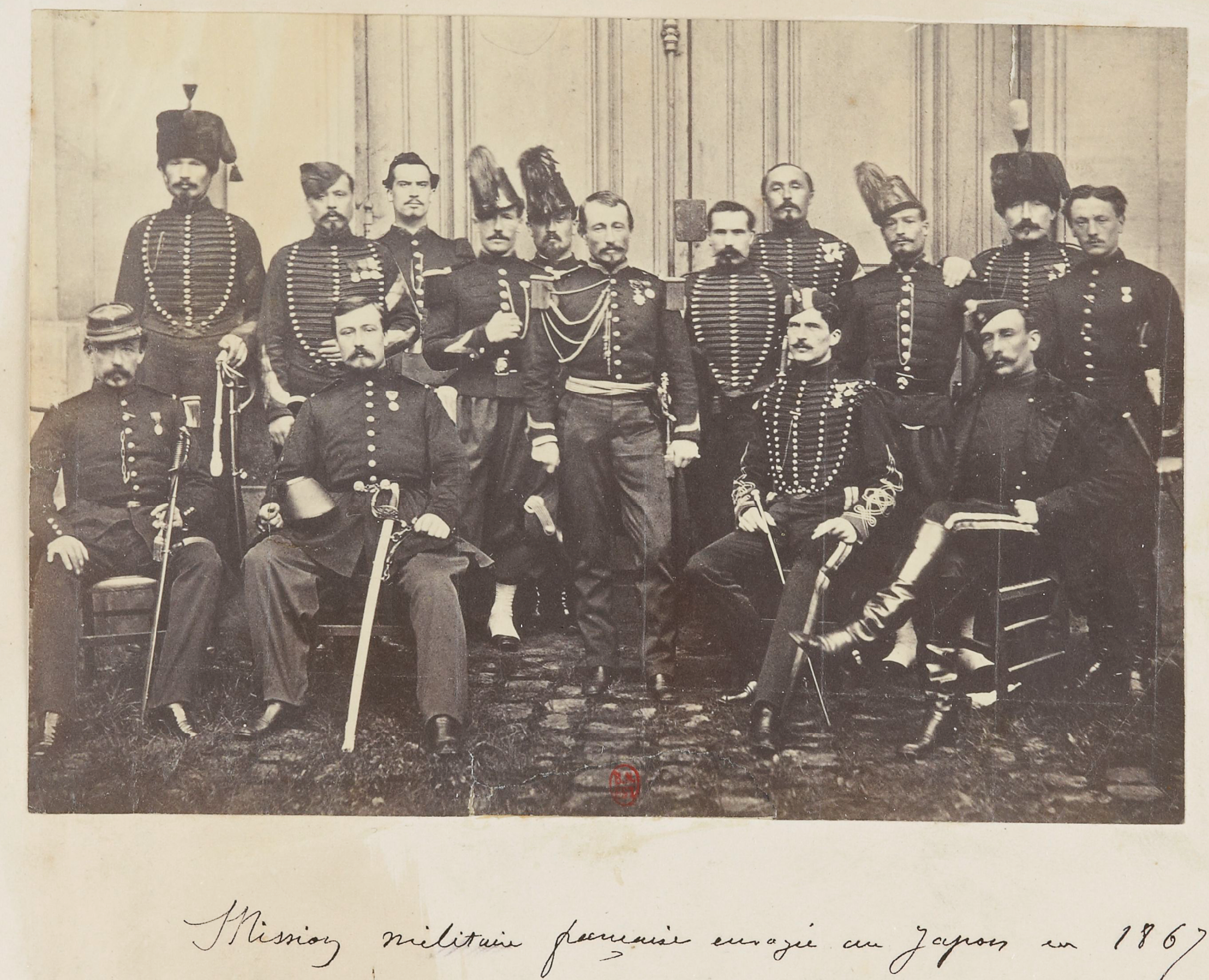
Misiunea militară franceză înainte de plecarea în Japonia în 1866. Charles Chanoine stă în picioare în centru, iar Jules Brunet este al doilea din dreapta în rândul din față

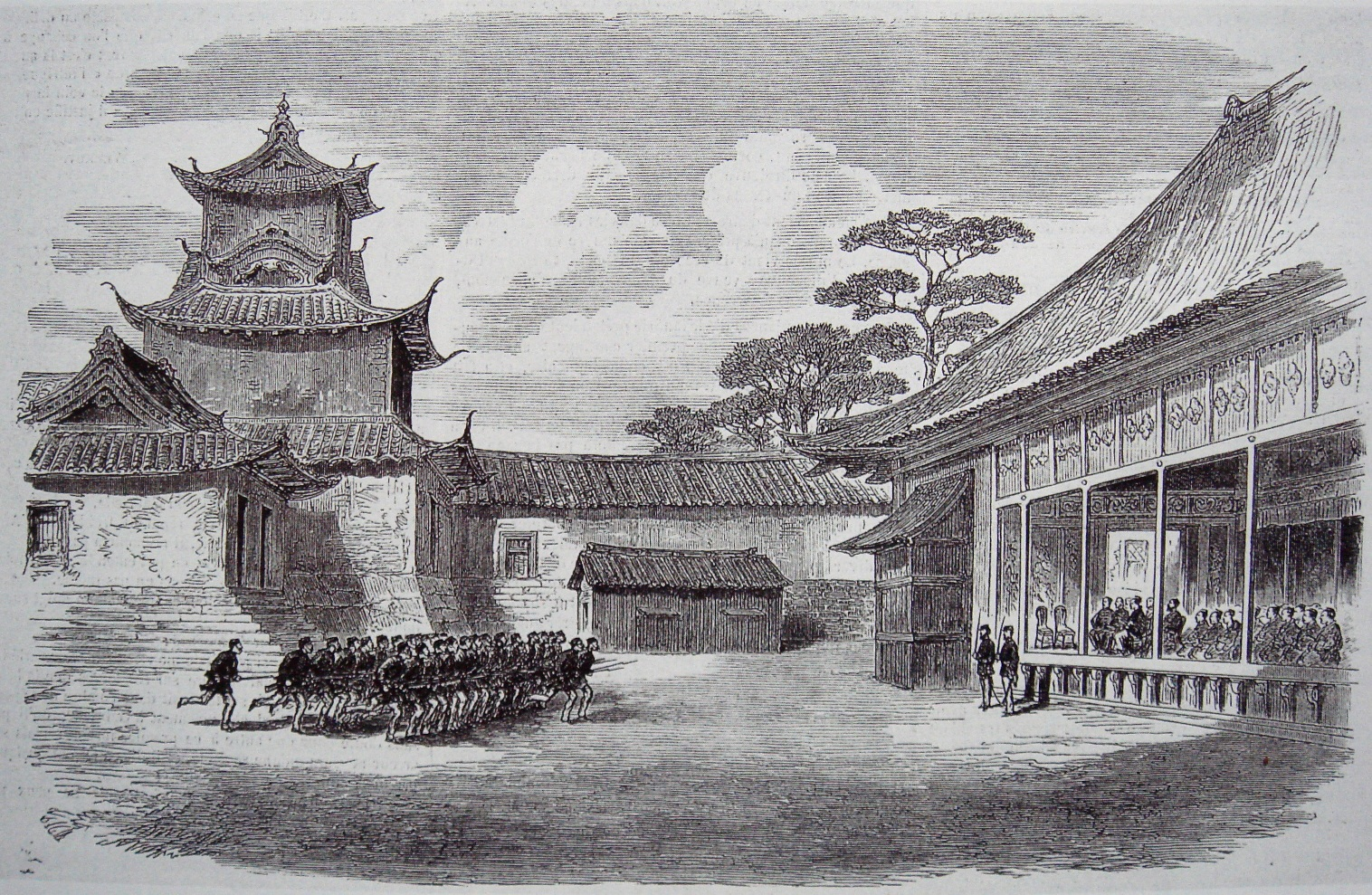
Ofițerii francezi în timpul instruirii trupelor shōgunului în Osaka în 1867.

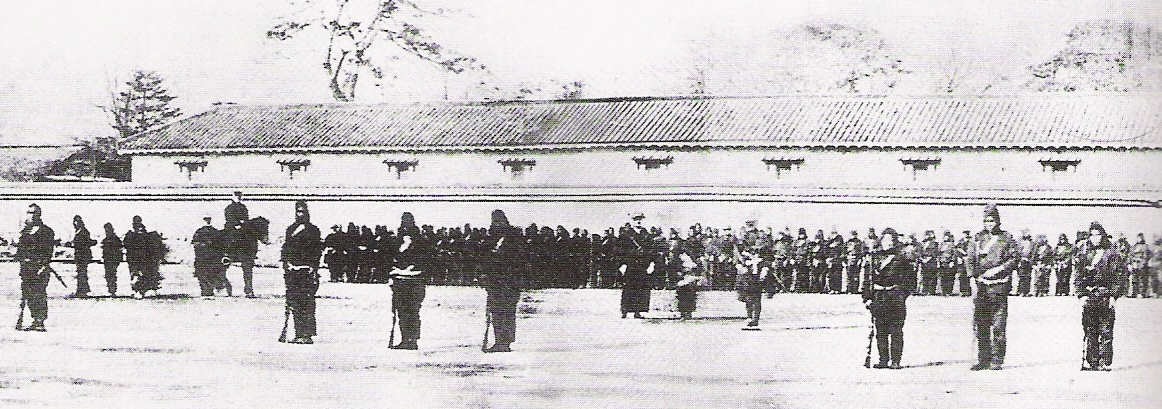
Instruirea trupelor shogunatului în de către membrii misiunii militare franceze – fotografie din 1867

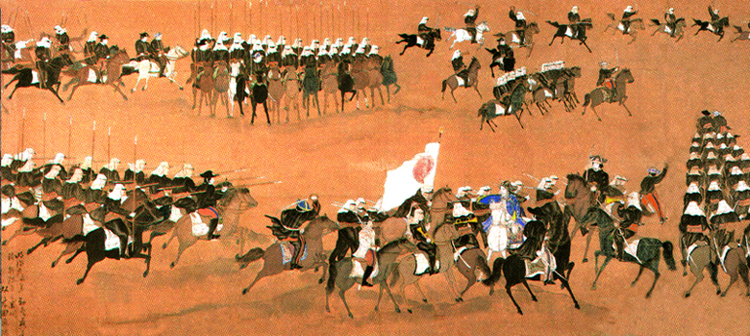
Cavaleria shogunatului acționând în stilul cavaleriei franceze.

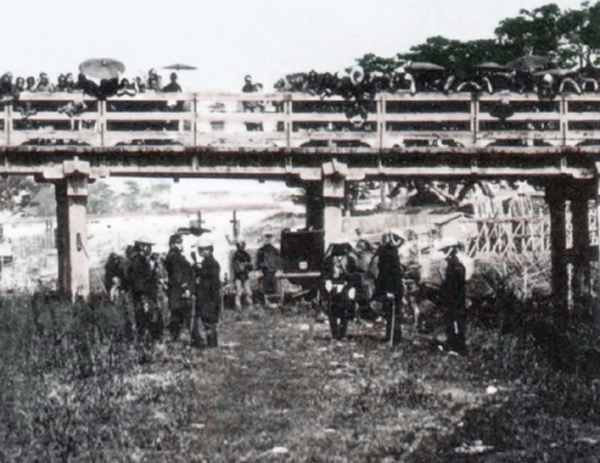
Instruirea soldaților japonezi de către francezi.

Misiunea militară franceză în Japonia din 1867-1868 a fost una dintre primele misuni militare străine în Japonia. Misiunea a fost formată de Napoleon al III-lea, care a răspuns astfel cererii Shogunatului prin intermediul emisarului său în Europa, Shibata Takenaka (1823–1877).
Shibata negocia deja detaliile finale ale sprijinului francez pentru construcția șantierului naval Yokosuka, când a solicitat în plus atât Regatului Unit cât și Franței să trimită misiuni militare pentru instruirea armatei japoneze după standardele occidentale. Regatul Unit a asigurat sprijinul necesar pentru instruirea forțelor navale ale shogunatului prin trimiterea Misiunea Tracey.  Ministrul de externe francez, Drouyn de Lhuys (1865–1881), a răspuns japonezilor că guvernul francez este dispus să instruiască forțele terestre nipone. 

## Misiunea militară
Misiunea a fost formată din 17 militari de carieră, plasați sub autoritatea ministrului de război, generalul Jacques Louis Randon, și care acopereau o largă gamă de specializări: patru ofițeri (din infanterie, artilerie și cavalerie), zece subofițeri și doi soldați. Misiunea urma să fie comandată de căpitanul de stat major Charles Sulpice Jules Chanoine, care îndeplinea în acel moment funcția de atașat militar al Parisului. Membrii misiunii erau: 
;Comandantul misiunii:
- Capitanul Charles Sulpice Jules Chanoine

Ofițeri
- Charles Albert Dubousquet, locotenent al Regimentului 31 de linie, instructor de infanterie.
- Édouard Messelot, locotenent al Batalionului 20 vânători pedeștri, instructor de infanterie.
- Léon Descharmes, locotenent Regimentului de dragoni de gardă a împărătesei, instructor de cavalerie.
- Jules Brunet, locotenenet al Regimenului de artilerie de gardă, instructor de artilerie.

Subofițeri
- Jean Marlin, sergent al Batalionului 8  vânători pedeștri, instructor de infanterie.
- François Bouffier, sergent al Batalionului 8  vânători pedeștri, instructor de infanterie.
- Henry Ygrec, sergent al Regimentului 31 de linie, instructor de infanterie.
- Emile Peyrussel, sergent, maistru inferior al manejului școlii statului major, instructor de cavalerie.
- Arthur Fortant, sergent, Regimenul de artilerie de gardă, instructor de artilerie.
- L. Gutthig, trompet al batalionuli de vânători de gardă.
- Charles Bonnet, armurier șef, clasa a doua.
- Barthélémy Izard, sergent, artificier șef al  Regimenului de artilerie de gardă.
- Frédéric Valette, sergent, specialist tâmplar.
- Jean-Félix Mermet, brigadier, specialist fierar.
- Jourdan, sergent,  inginer al Regimentului 1 de geniu.
- Michel, sergent, inginer al Regimentului 1 de geniu.

## Istoric
Misiunea a plecat din Marsilia pe 19 noiembrie 1866 și a ajuns la Yokohama pe 14 ianuarie 1867. La sosire, au fost întâmpinați de Léon Roches și de comandantul escadrei Orientului Îndepărtat, amiralul Pierre-Gustave Roze.
Membrii misiunii franceze au putut să instruiască unitățile de elită ale shogunului Tokugawa Yoshinobu, denshūtai, pentru mai puțin de un an, mai înainte ca shogunul ca piardă lupta cu forțele imperiale în 1868 în războiul Boshin. Misiunea militară franceză a fost obligată să părăsească Japonia prin decretul emis de noul împărat Meiji în octombrie 1868.
Încălcând acordul care stabilea ca toate puterile străine să rămână neutre în conflict, Jules Brunet și patru dintre subofițerii săi (Fortant, Marlin, Cazeneuve, Bouffier), au ales să rămână în Japonia și să sprijine în continuare tabăra shogunului. Aceștia și-au dat demisia din armata franceză și au plecat în nordul Japoniei cu resturile armatelor shogunatului în speranța organizării unui contra-atac.
Luptele războiului civil au continuat până la înfrângerea definitivă a rebelilor în bătălia de la Hakodate din mai 1869.

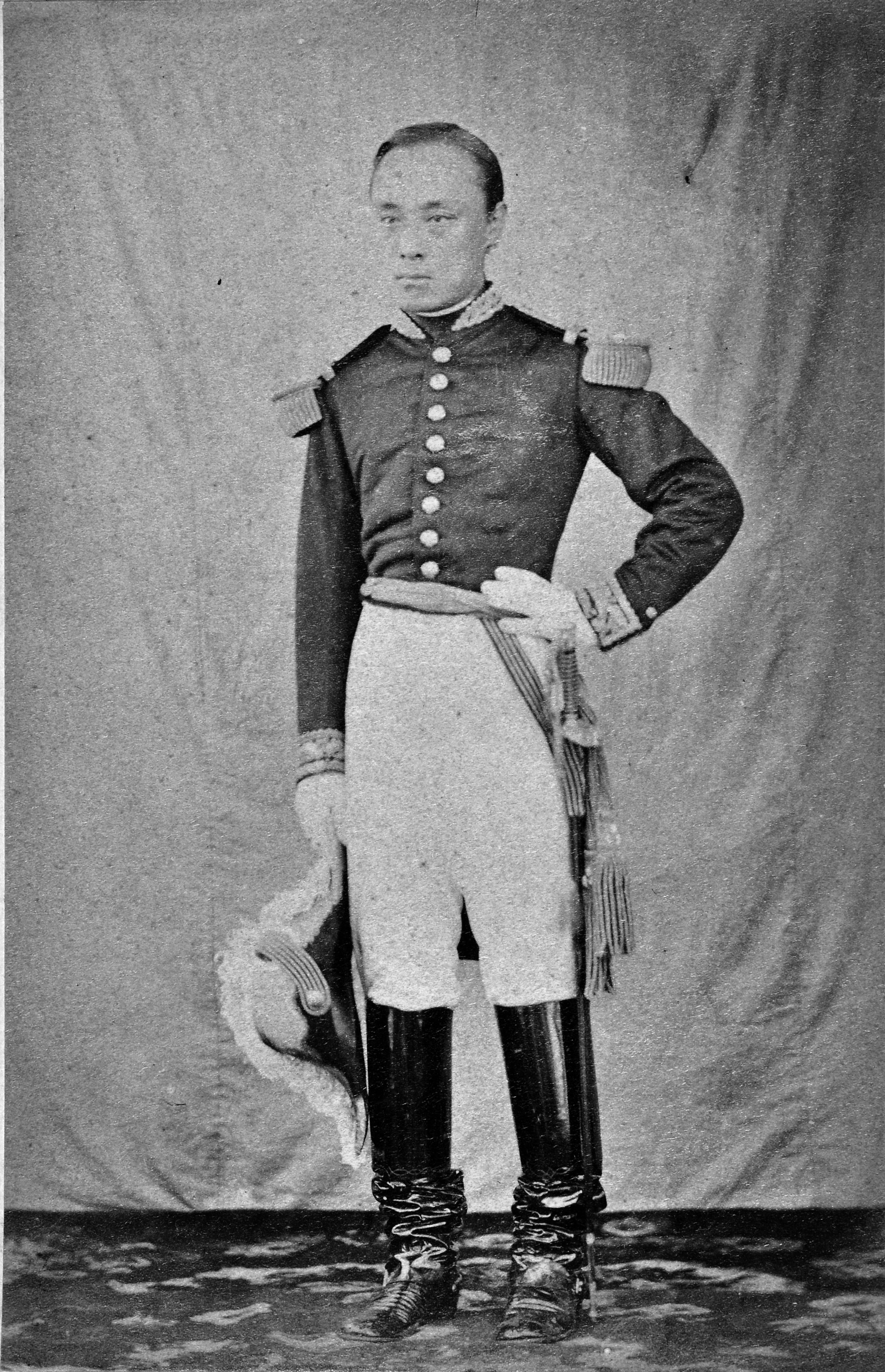
Shogunul Tokugawa Yoshinobu în uniformă militară franceză, probabil în 1867

## Vedeți și:
- Misiunea militară franceză în Japonia (1872–1880)
- Misiunea militară franceză în Japonia (1884–1889)
- Misiunea militară franceză în Japonia (1918–1919)

## Bibliogarafe
- End of the Bakufu and restoration in Hakodate (Japanese: 函館の幕末・維新) ISBN: 4-12-001699-4
- French policy in Japan during the closing years of the Tokugawa regime (English), Meron Medzini ISBN: 0-674-32230-4
- Polak, Christian. (2001). Soie et lumières: L'âge d'or des échanges franco-japonais (des origines aux années 1950). Tokyo: Chambre de Commerce et d'Industrie Française du Japon, Hachette,  Fujin Gahōsha (アシェット婦人画報社).
- Polak, Christian. (2002). 絹と光: 知られざる日仏交流100年の歴史 (江戶時代-1950年代) Kinu to hikariō: shirarezaru Nichi-Futsu kōryū 100-nen no rekishi (Edo jidai-1950-nendai). Tokyo: Ashetto Fujin Gahōsha, 2002. ISBN: 978-4-573-06210-8; OCLC 50875162

## Resurse internet
- The Land of Fire